# پارک ملی آیفل
پارک ملی آیفل {{آلمانی|Nationalpark Eifel) چهاردهمین پارک ملی آلمان است که در نوردراین-وستفالن واقع شده‌است.